# روت بیتیا
روت بیتیا (اسپانیایی: Ruth Beitia‎؛ زادهٔ ۱ آوریل ۱۹۷۹) ورزشکار دومیدانی پرش ارتفاع اهل اسپانیا بود.